# Henrettelserne i Skæring
Henrettelserne i Skæring Hede foregik 2. december 1943, da 5 danske jernbanesabotører blev henrettet ved skydning på Skæring Hede nord for Århus

## Henrettelserne
På baggrund af Langåbrosprængningerne udført af den tidligere finlandsfrivillige adjunkt fra Randers Statsskole, Kaj Hoff, lægen Jørgen Røjel, lederen af Randers Konservativ Ungdoms to sabotagegrupper, Sven Christian Johannesen, og derfra Ole Hovedskou, Oluf Kroer, satte tyskerne et skræmmeeksempel for sabotagearbejde mod besættelsesmagten ved den første massehenrettelse i Danmark.
Af deltagerne fra langåbrosprængningen blev Kaj Hoff fanget, men skudt under flugtforsøg af tyskerne, Ole Hovedskou blev sendt i KZ-lejr, Sven Christian Johannesen, Oluf Akselbo Kroer blev henrettet den 2. december 1943 på Skæring Hede sammen med yderligere to tilfangetagne medlemmer af Randers Konservativ Ungdom: Anders W. Andersen og Otto Manley Christiansen. 
Henrettelserne bragte landet i sorg, og man flagede på halv stang mange steder. Med henrettelserne ophørte det relativt gode forhold, der var mellem danske og tyske myndigheder, og krigens gru gik for alvor op for danskerne. Der blev større opslutning om modstandsarbejdet, og danskere i ind- og specielt udlandet gjorde alt for at markere, at Danmark havde valgt side.
De blev hemmeligt begravet på Kallesmærsk Hede ved Husbjerg Klit i udkanten af Oksby plantage for at undgå sympatitilkendelser ved begravelsen.
Et vers af digterpræsten Kaj Munk, der en måned senere blev myrdet af Gestapo, er indhugget
i mindestenen på Skæring Hede rejst for de henrettede:
| Citat | Drenge, I drenge, som døde - I tændte for Danmark i dybest mulm en lysende morgenrøde | Citat |
|       |                                                                                       |       |

## De henrettede
- Anders W. Andersen (Randers 12. juli 1924)
- Georg Mørch Christiansen (Vejle 14. september 1921)
- Otto Manley Christiansen (Randers 30. september 1924)
- Sven Christian Johannesen (Odense 10. juni 1923)
- Oluf Akselbo Kroer (Randers 17. april 1916)